# Historisches Zentrum von Wien
Das historische Zentrum von Wien ist neben dem Schloss und Garten von Schönbrunn eine von zwei UNESCO-Welterbestätten in der österreichischen Hauptstadt Wien. Das aus einer Kern- und einer Außenzone bestehende Gebiet umfasst 8,33 km². Die Ernennung zum UNESCO-Welterbe erfolgte im Jahr 2001. Ein Teil des historischen Zentrums von Wien, im Wesentlichen der 1. Bezirk Innere Stadt und die angrenzende Ringstraße, ist auch als nach der Haager Konvention geschütztes Kulturgut registriert (Ensemble Innere Stadt).
Seit 2016 ist der Welterbe-Status aufgrund eines geplanten Bauprojekts gefährdet, 2017 wurde die Stätte auf die Liste des gefährdeten Welterbes eingetragen.

## Gebiet

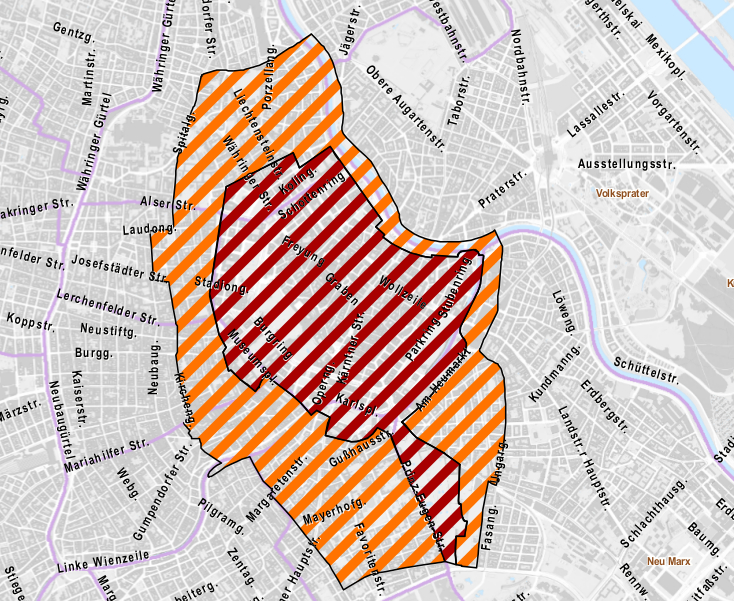
Rot: Kernzone – Orange: Außenzone

### Kernzone
Die in sich geschlossene Kernzone des Weltkulturerbes umfasst 371 Hektar mit rund 1600 Objekten. Der überwiegende Teil wird vom 1. Gemeindebezirk Innere Stadt mit Ausnahme der Uferzone am Donaukanal eingenommen. Im 3. Gemeindebezirk Landstraße gehören unter anderem das Belvedere und der Stadtpark zur Kernzone. Im 4. Gemeindebezirk Wieden sind vor allem der Karlsplatz mit der Karlskirche, im 7. Gemeindebezirk Neubau das MuseumsQuartier und das Volkstheater zu nennen. Schließlich gehört noch ein Gebietsabschnitt des 9. Gemeindebezirks Alsergrund, in dem sich unter anderem die Votivkirche befindet, zur Kernzone.

Objekte in der Kernzone (Auswahl)
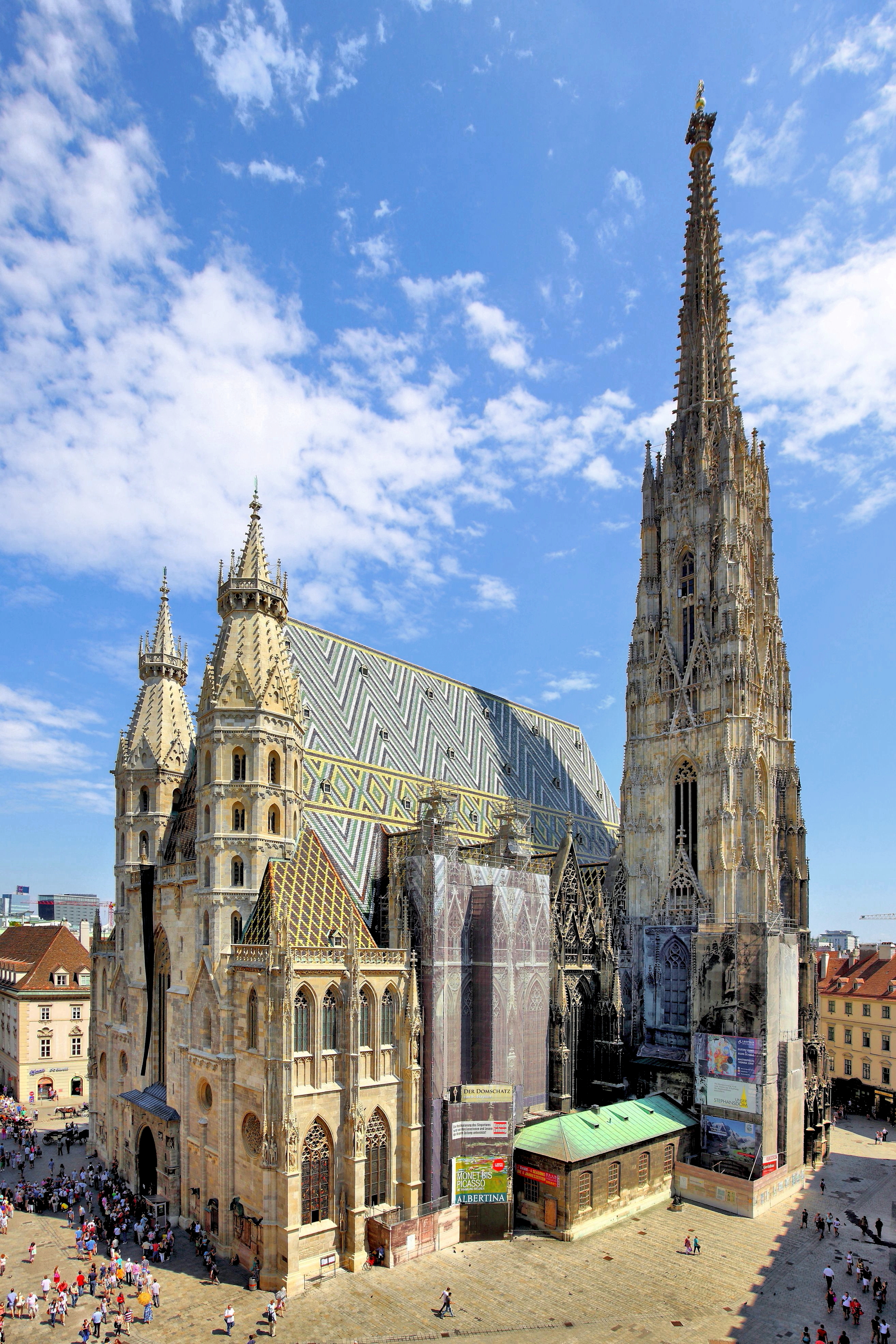
Stephansdom
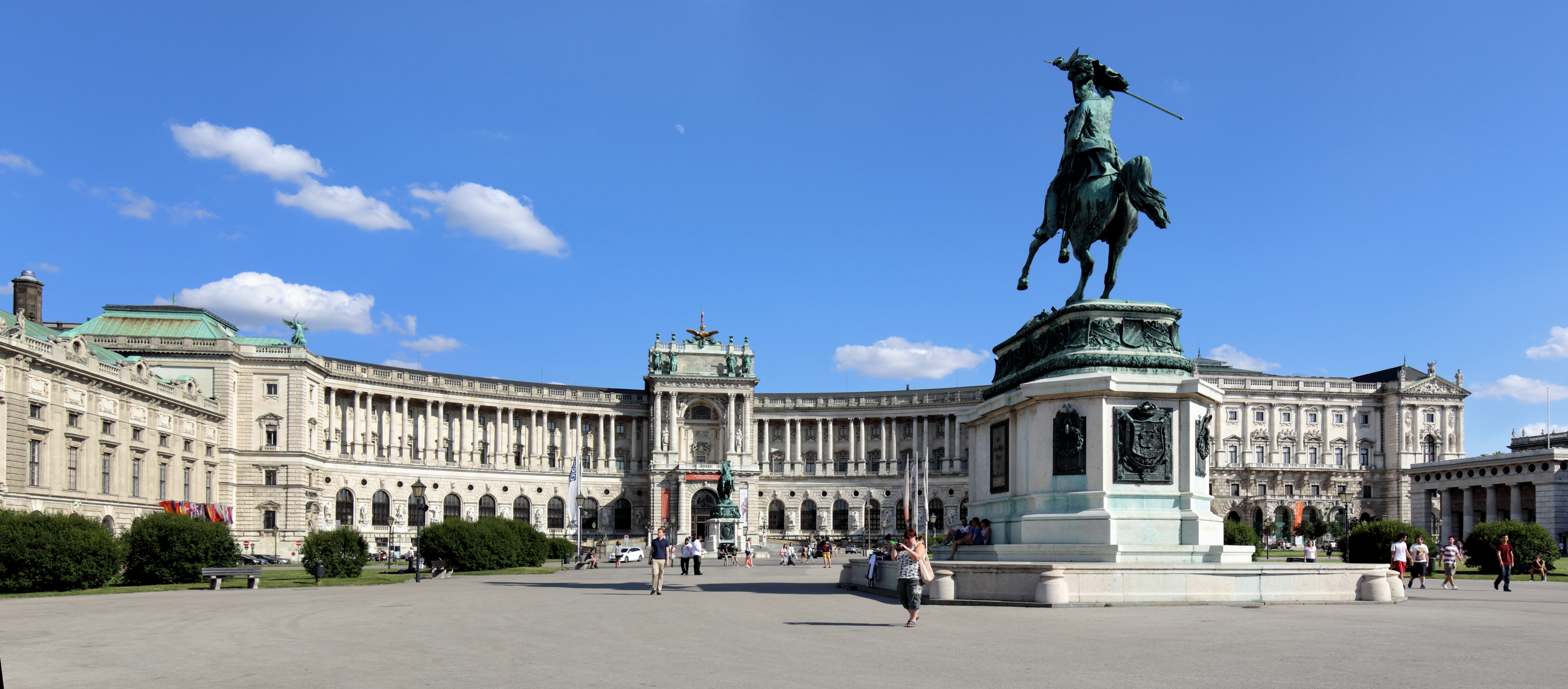
Hofburg
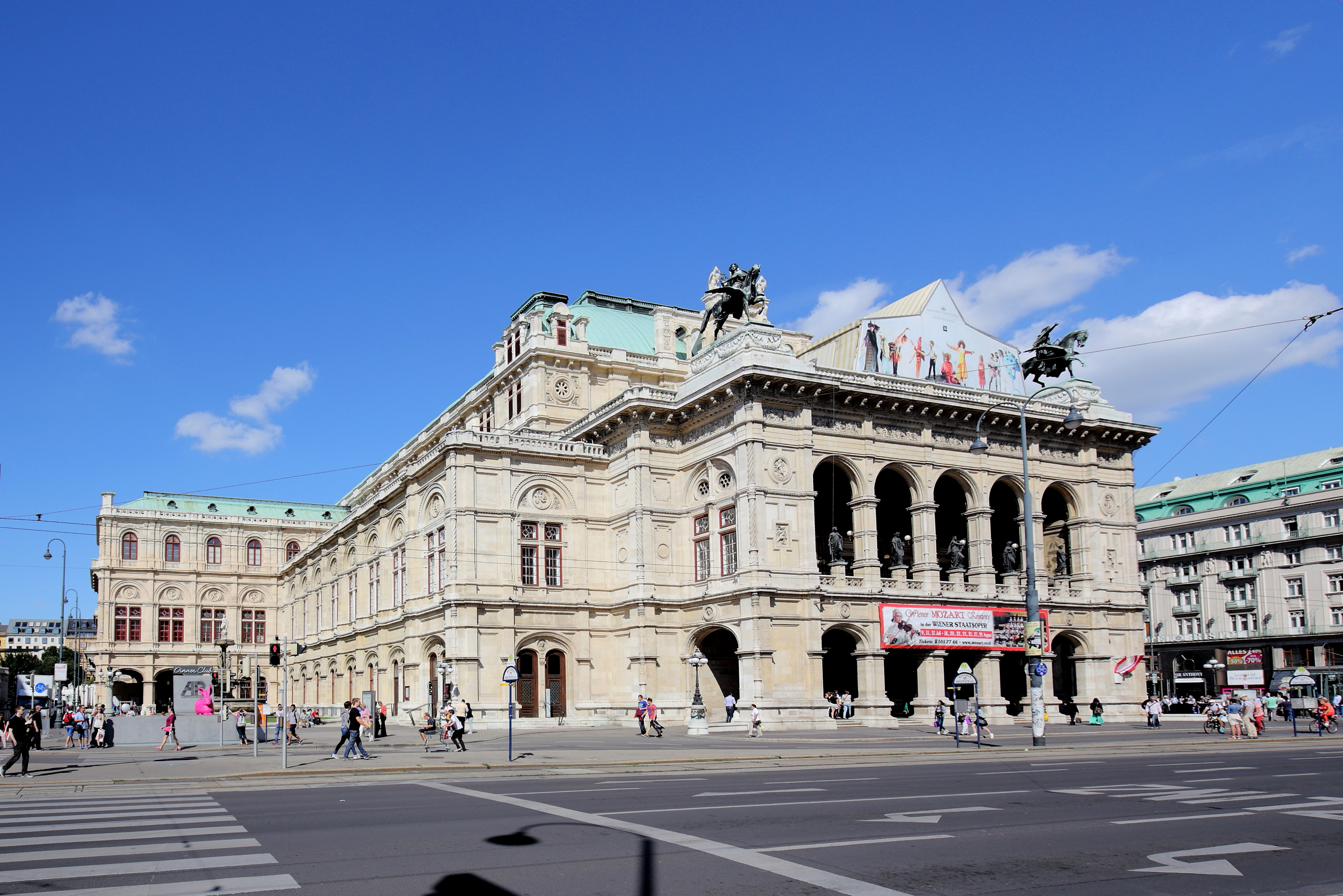
Staatsoper
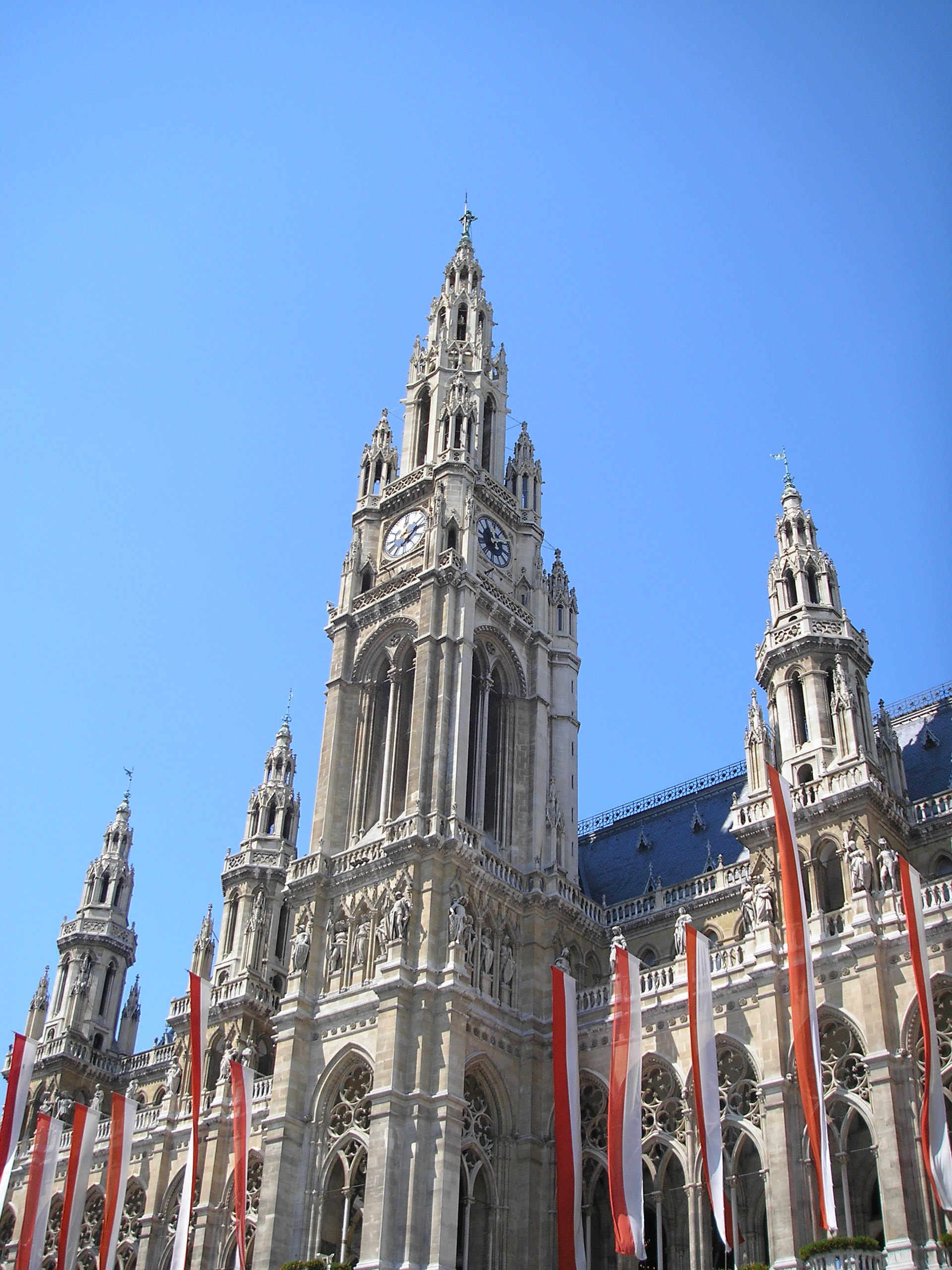
Wiener Rathaus
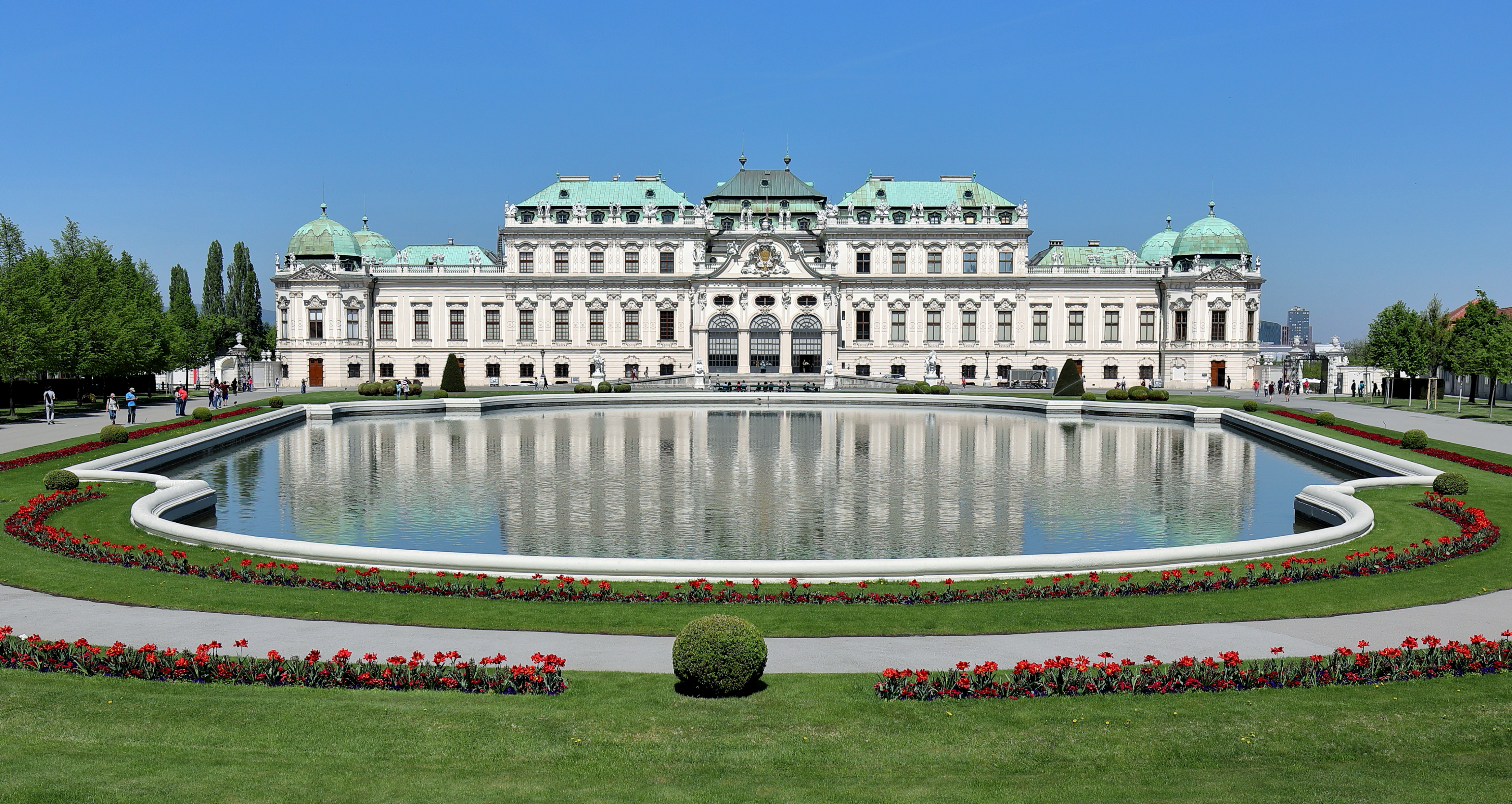
Belvedere
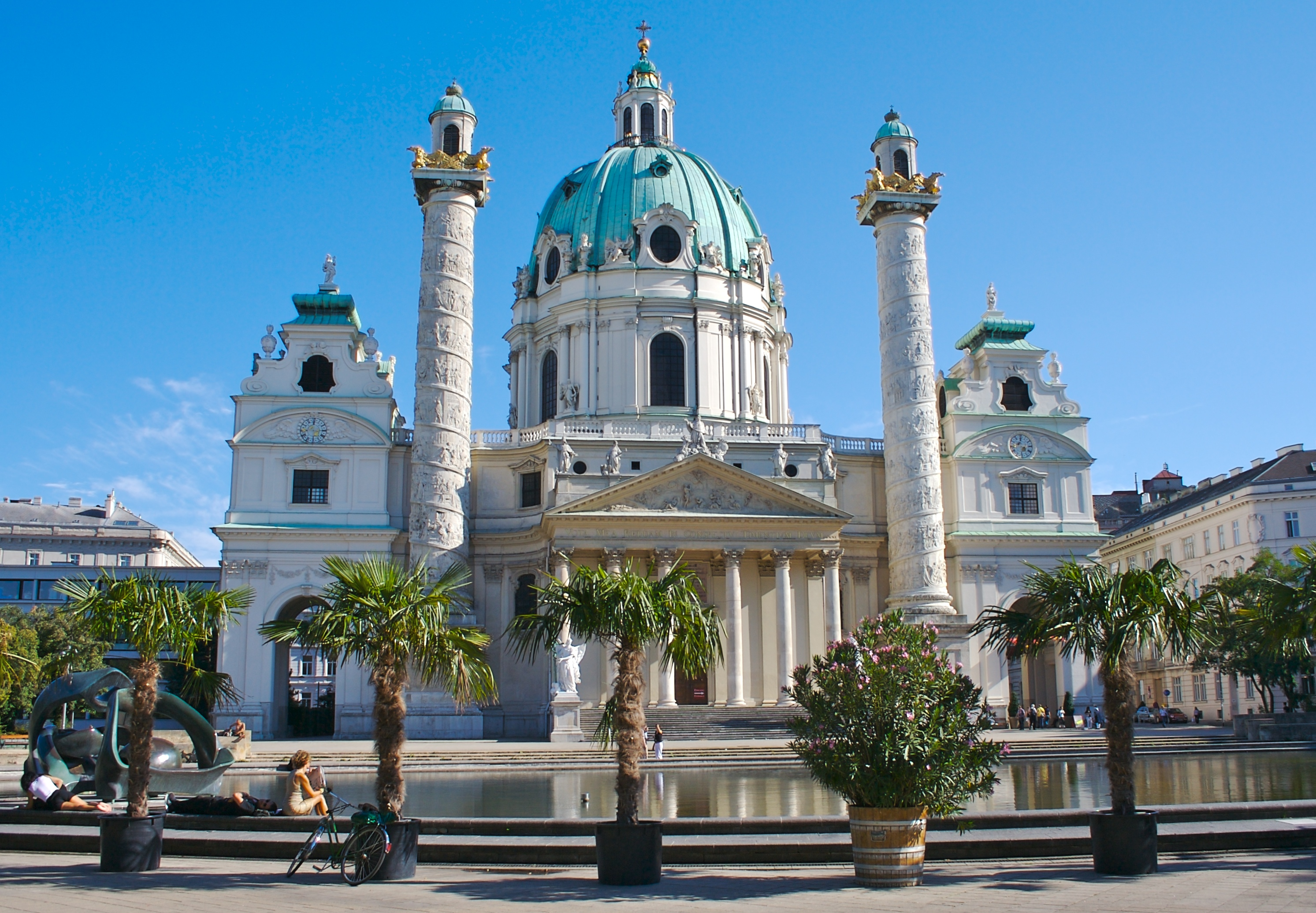
Karlskirche
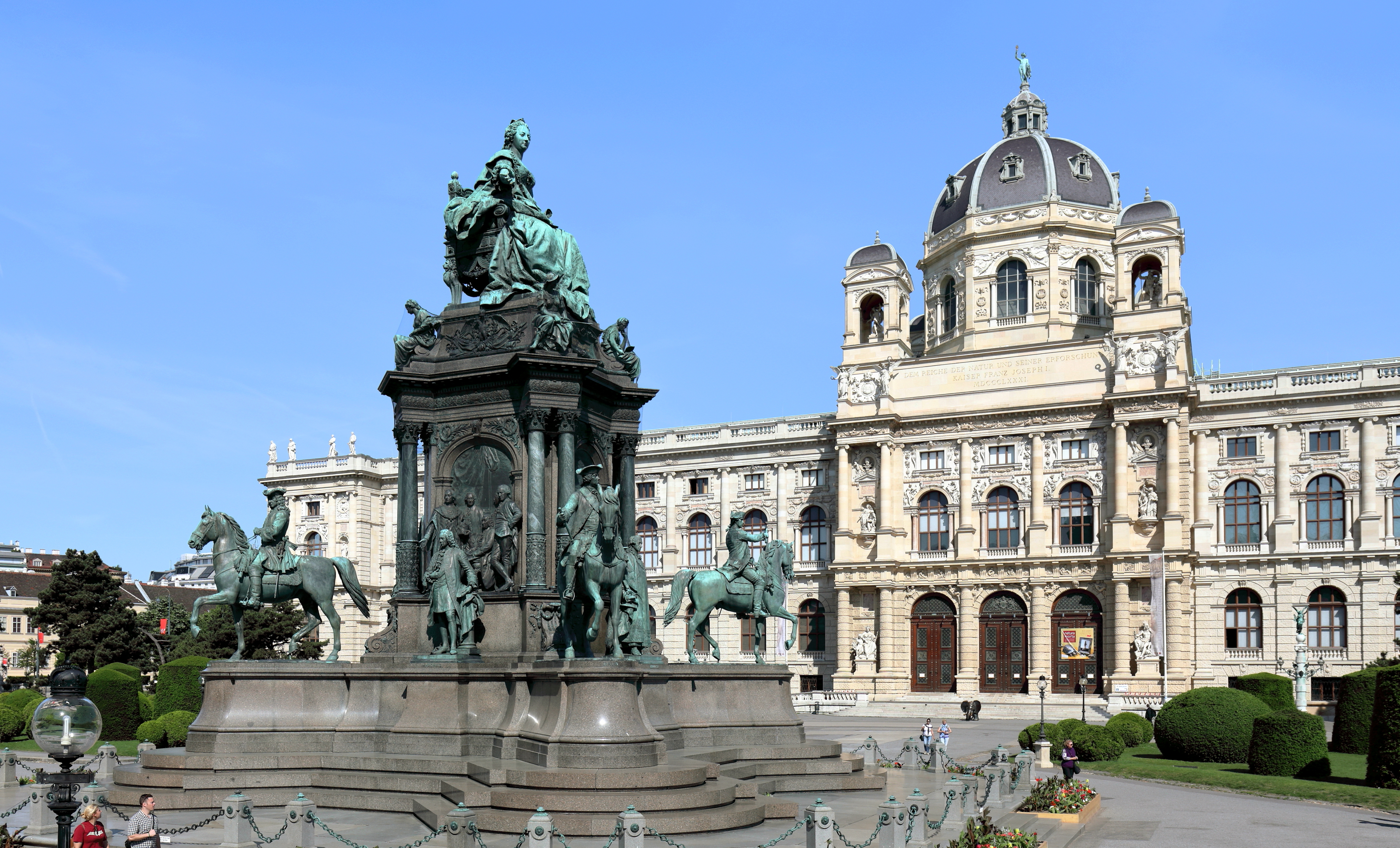
Naturhistorisches Museum
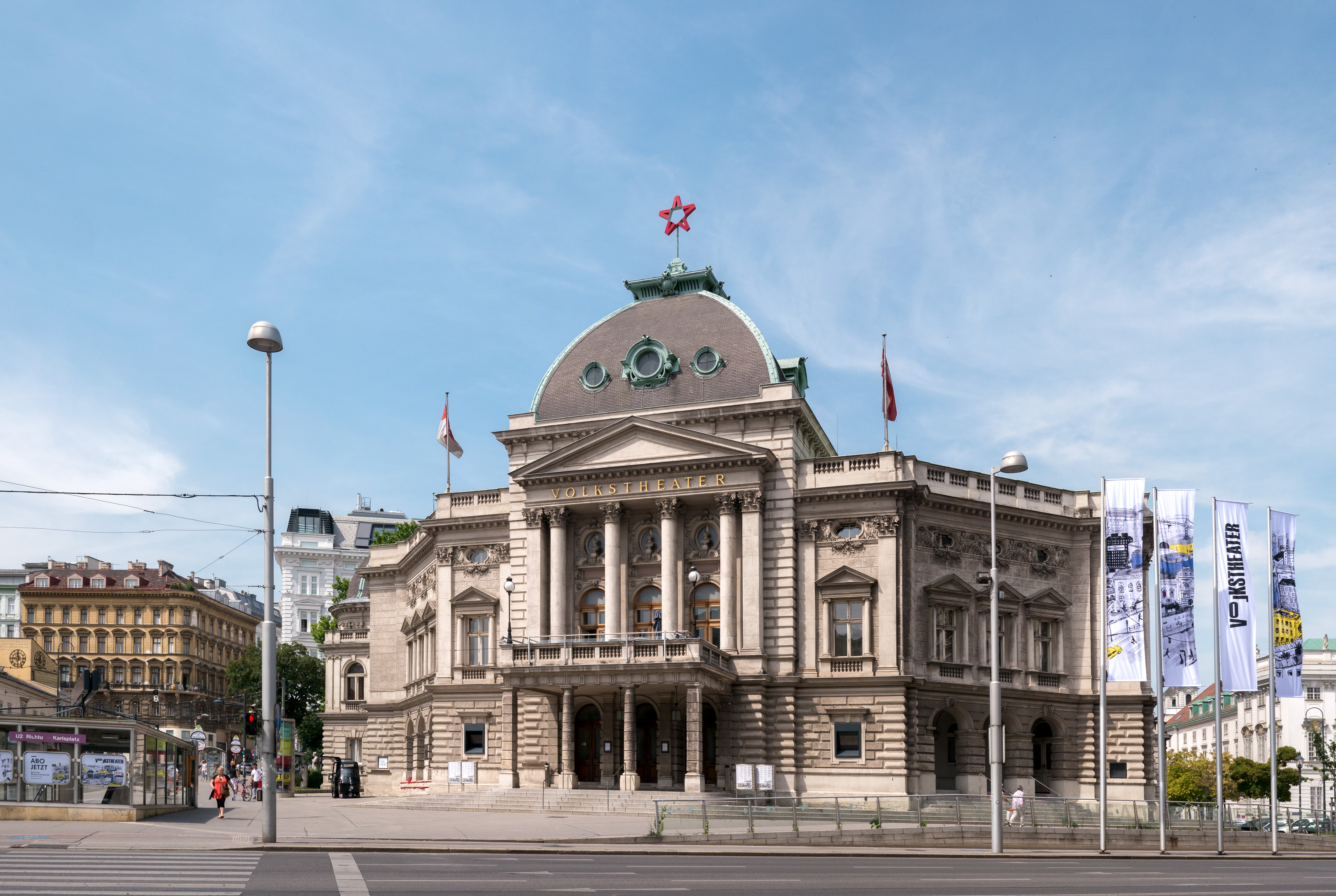
Volkstheater
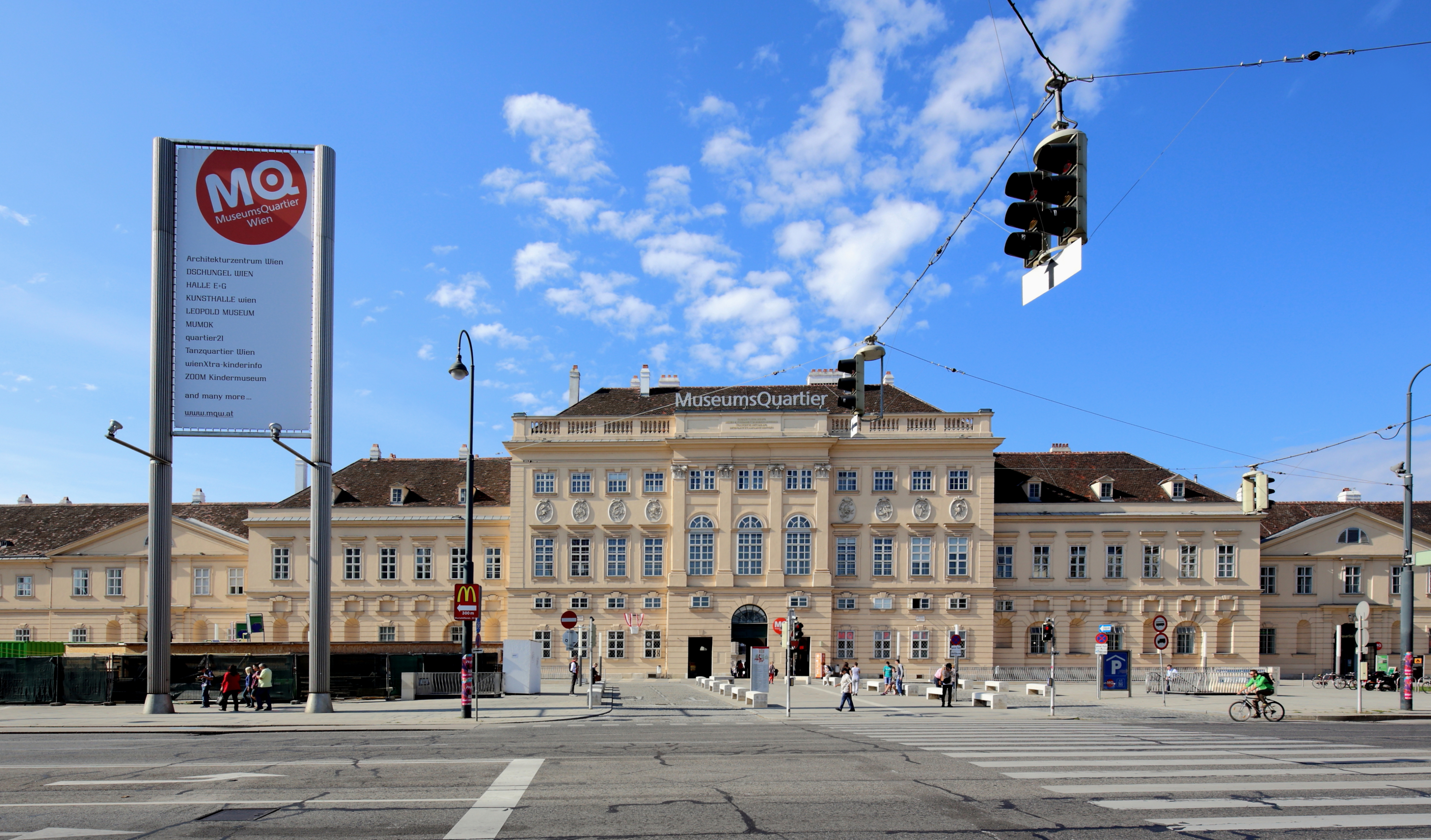
MuseumsQuartier
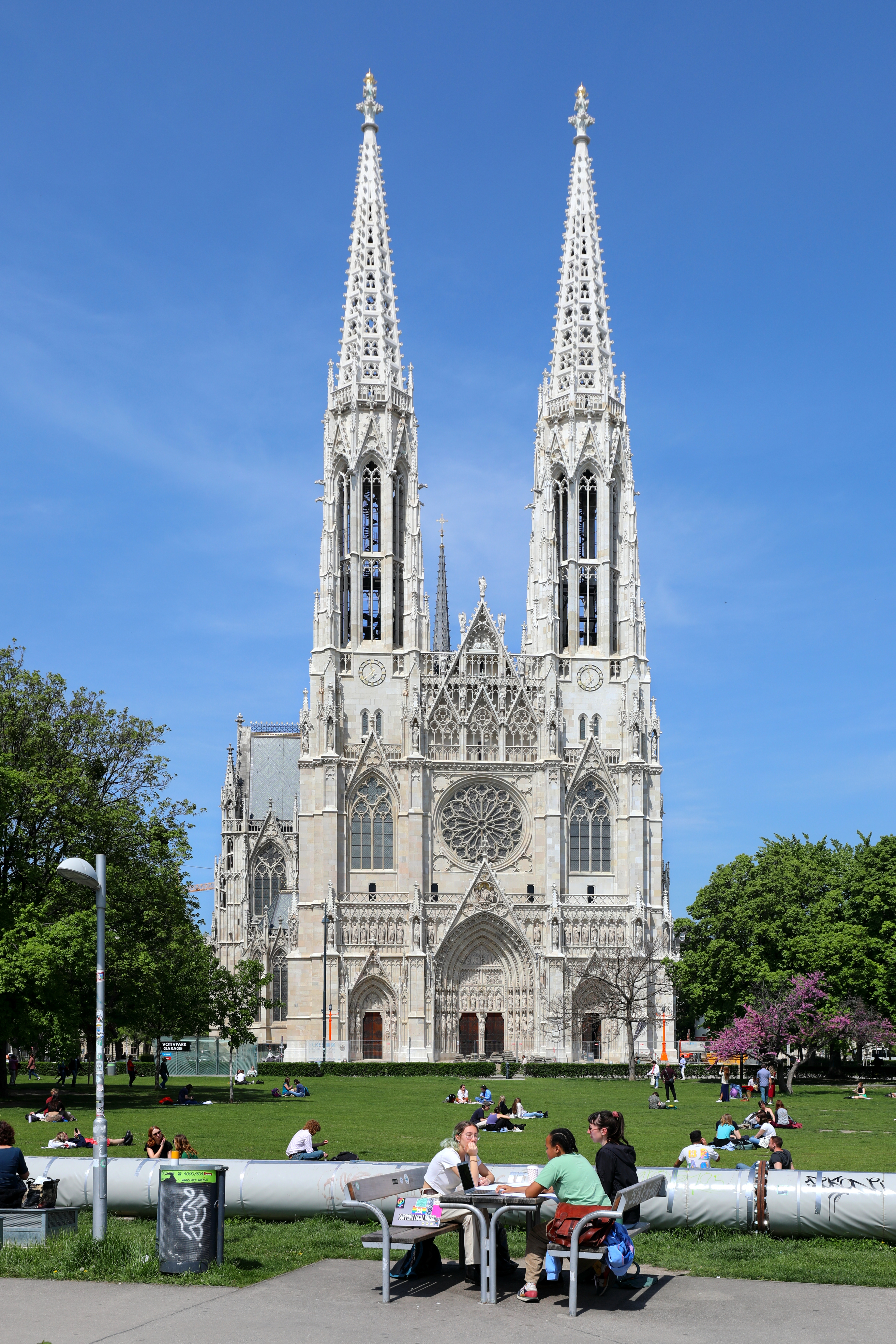
Votivkirche

### Außenzone
Die Kernzone der Welterbestätte ist ringförmig von einer Außenzone umgeben. Diese ist 462 Hektar groß und umfasst rund 2950 Objekte. In den Gemeindebezirken Alsergrund, Brigittenau, Innere Stadt, Landstraße und Leopoldstadt sind beide Ufer des Donaukanals zwischen der Friedensbrücke im Norden und der Ulrichgasse Teil der Außenzone. Am Alsergrund gehören außerdem jene Abschnitte des Bezirksteils Rossau und des Ostens des Bezirksteils Alservorstadt zur Außenzone, die nicht schon Teil der Kernzone sind. Das Gleiche gilt für eine größere Fläche im Westen der Landstraße. Im 4. Gemeindebezirk Wieden zählt ein Großteil des Bezirksgebiets dazu, während im 5. Gemeindebezirk Margareten nur ein schmaler Streifen an der Wien zur Außenzone gerechnet wird. Im 6. Gemeindebezirk Mariahilf gehören die östlichen Bezirksteile Laimgrube und Windmühle sowie der Osten des Bezirksteils Mariahilf zur Außenzone. Hinzu kommen Gebiete im Osten des 7. Gemeindebezirks Neubau und des 8. Gemeindebezirks Josefstadt.

Objekte in der Außenzone (Auswahl)
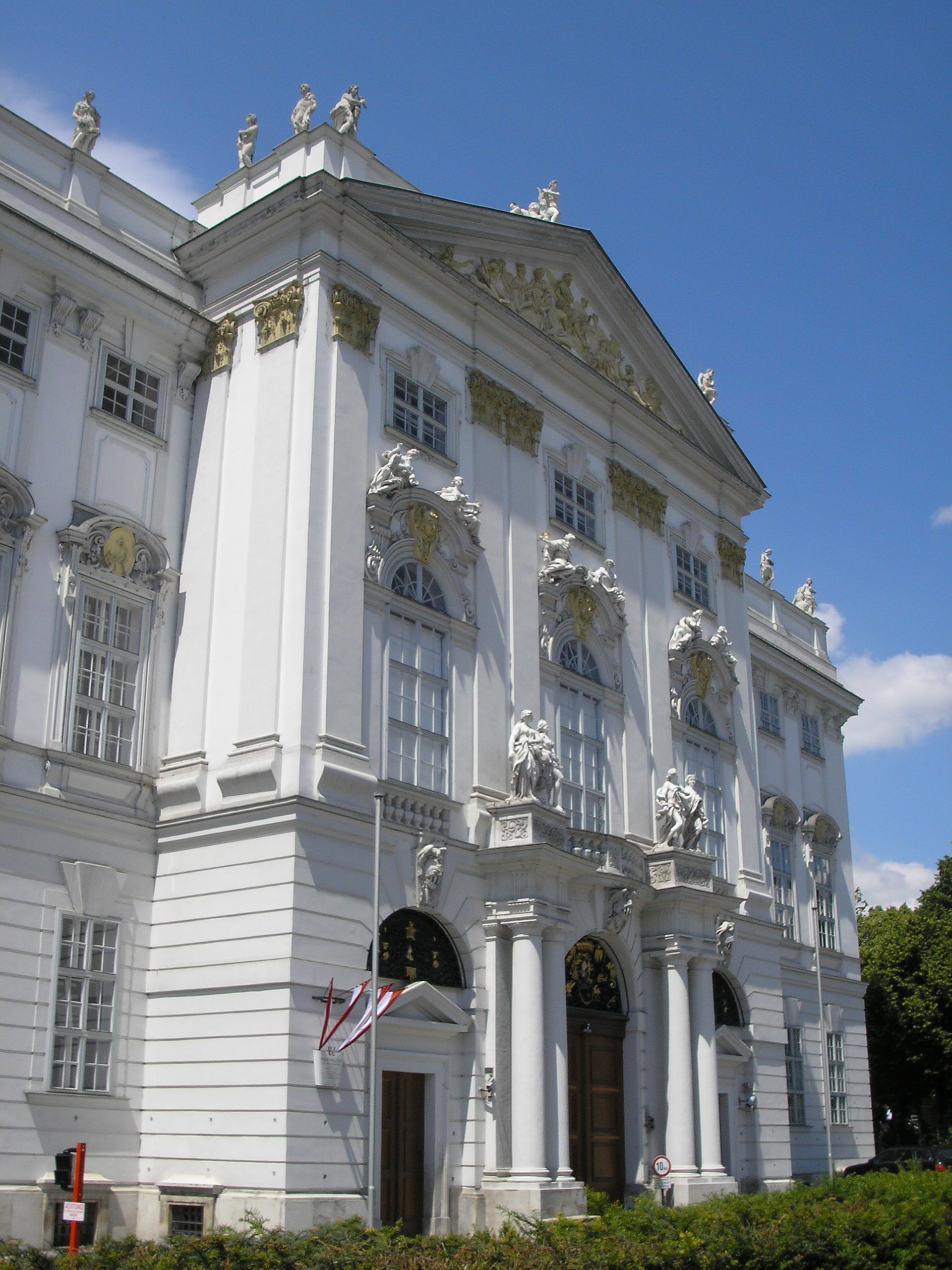
Palais Trautson
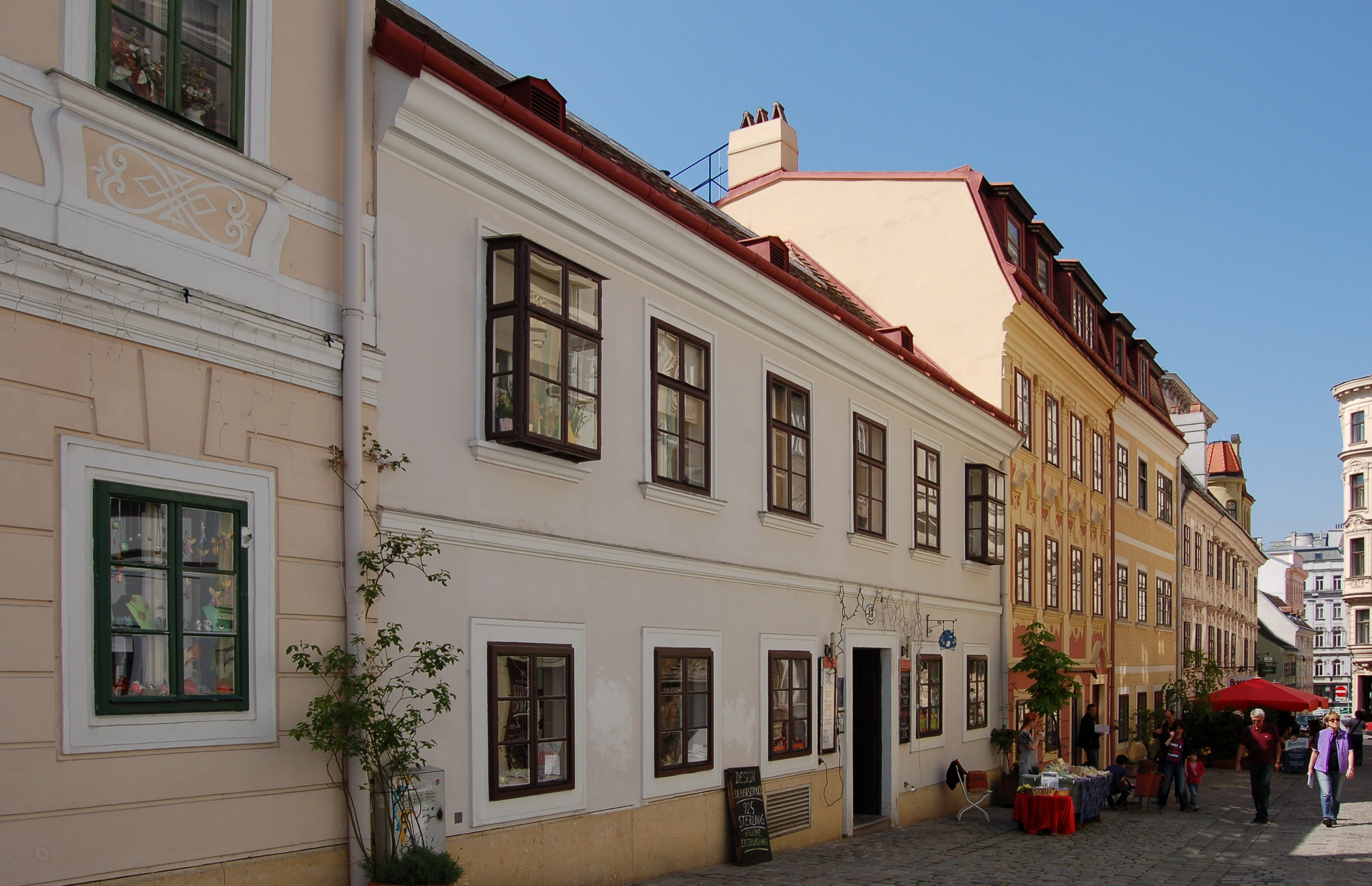
Spittelberg
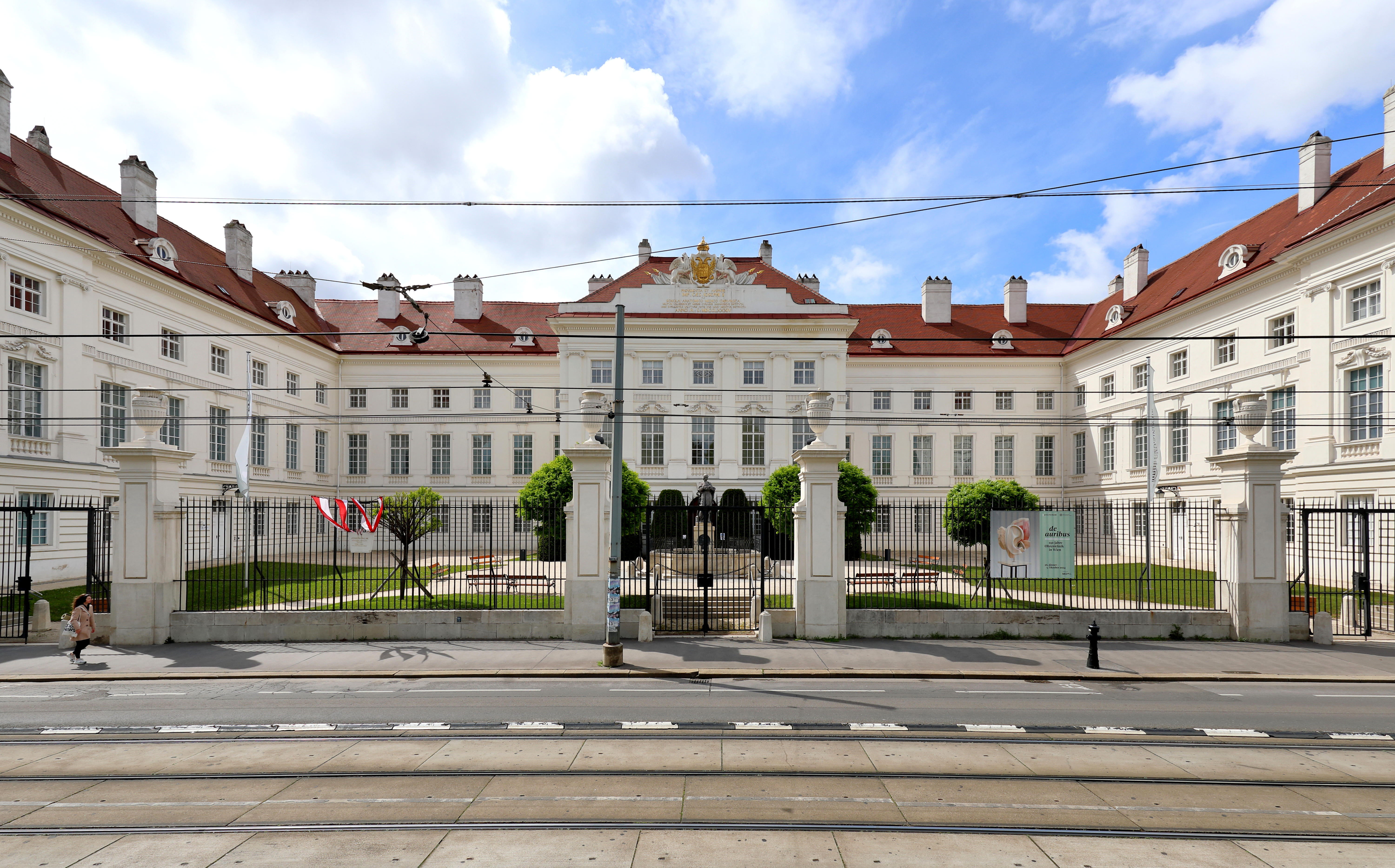
Josephinum
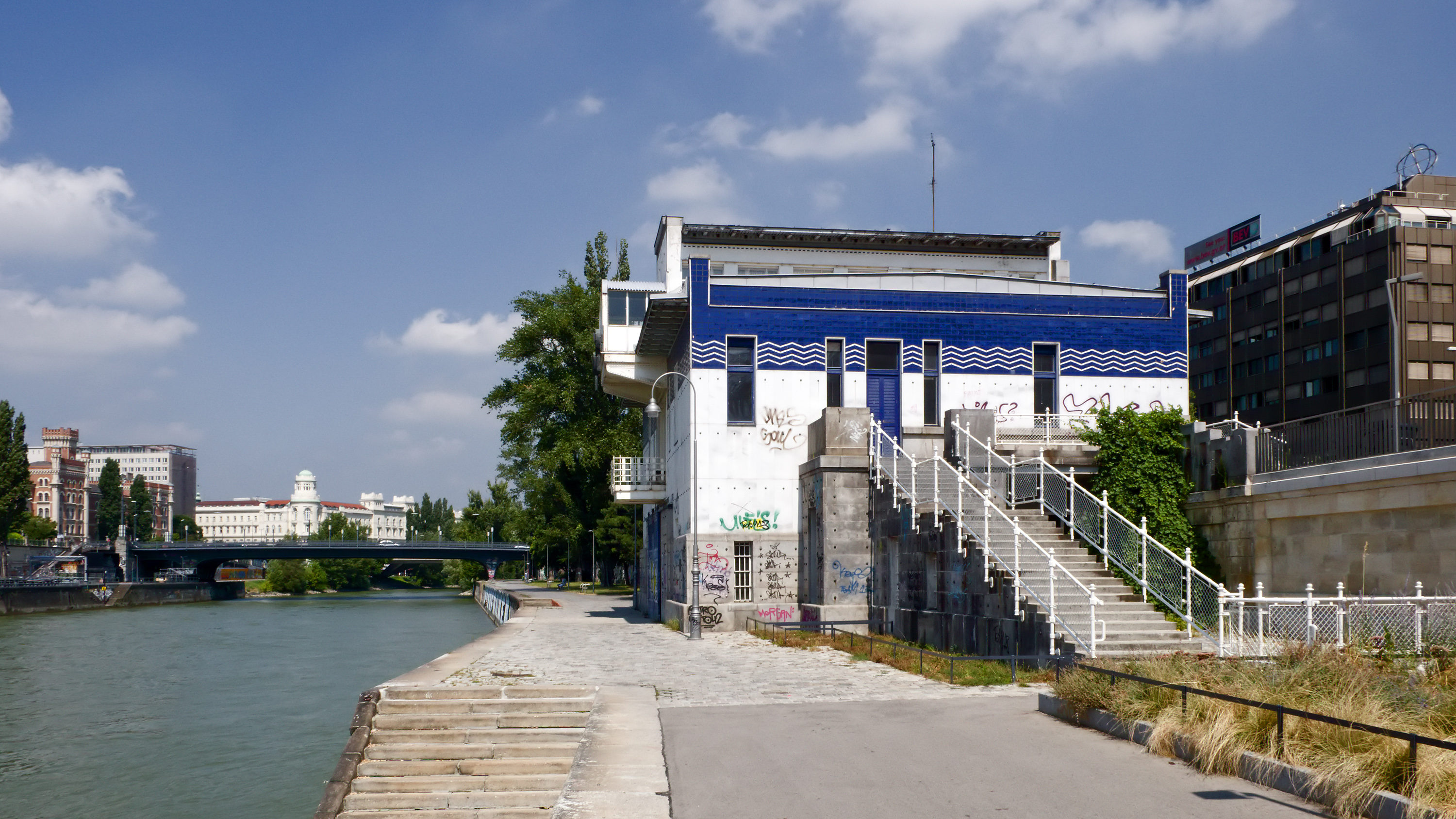
Donaukanalufer
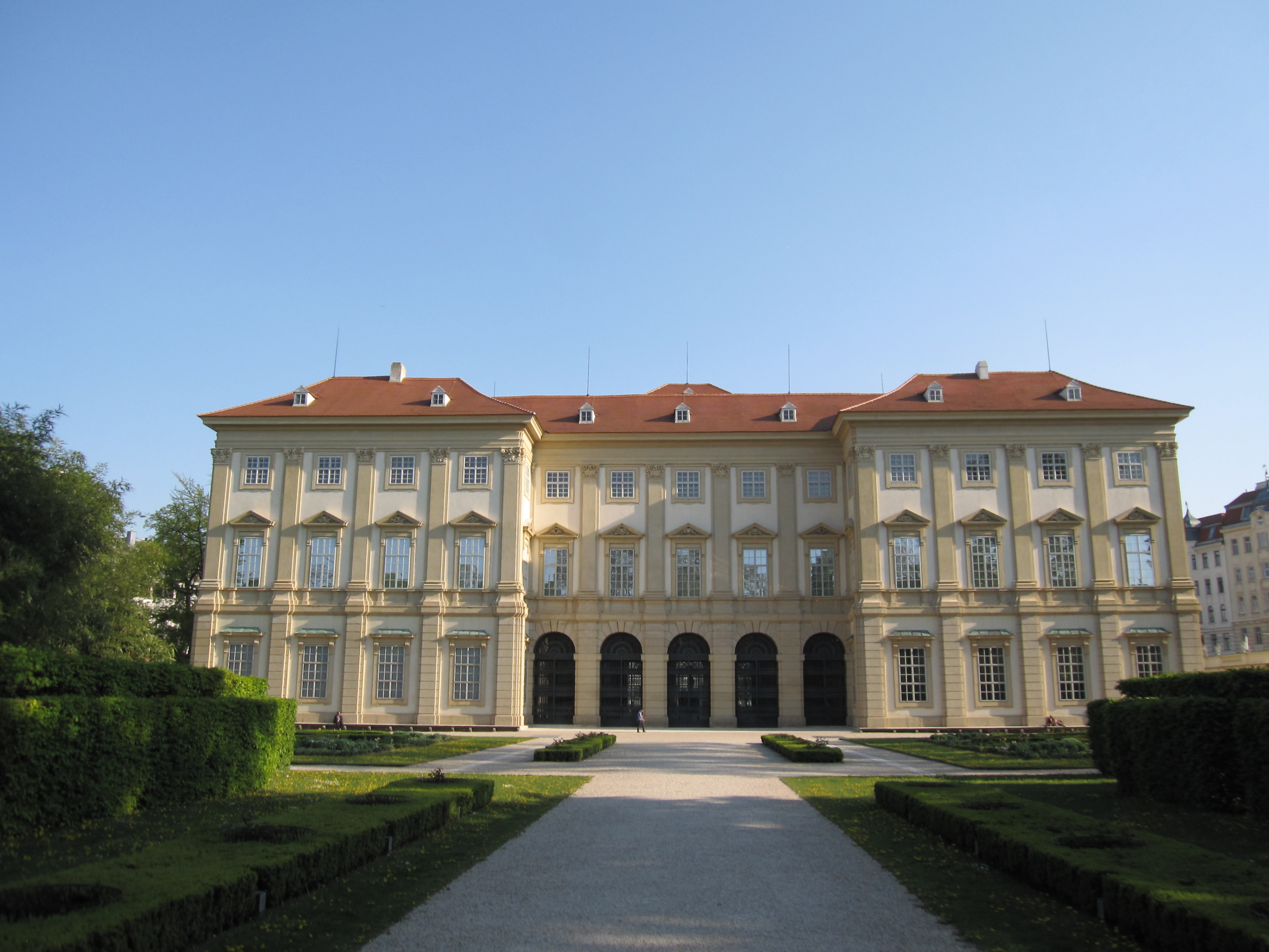
Palais Liechtenstein
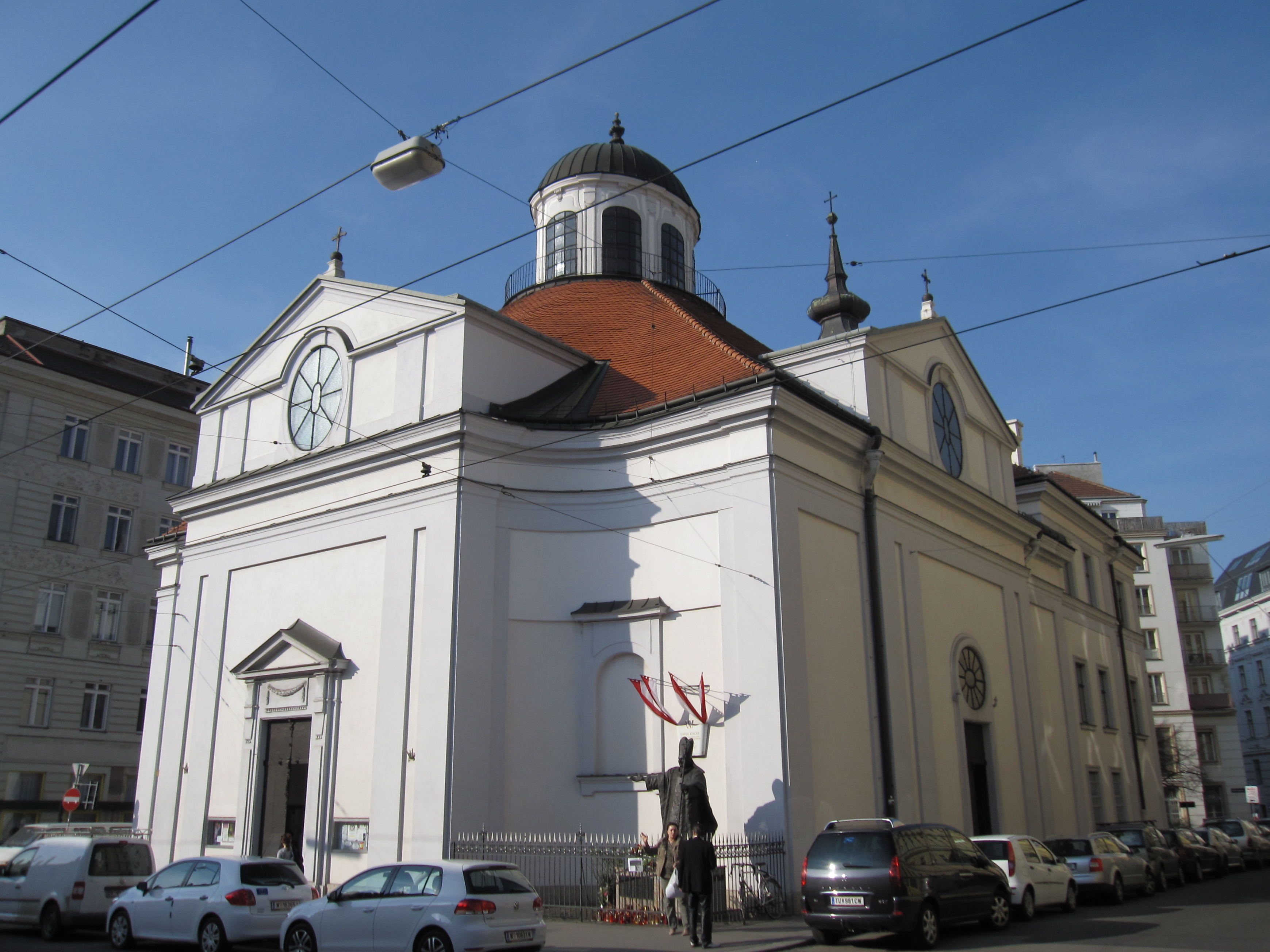
Gardekirche

## Beschreibung

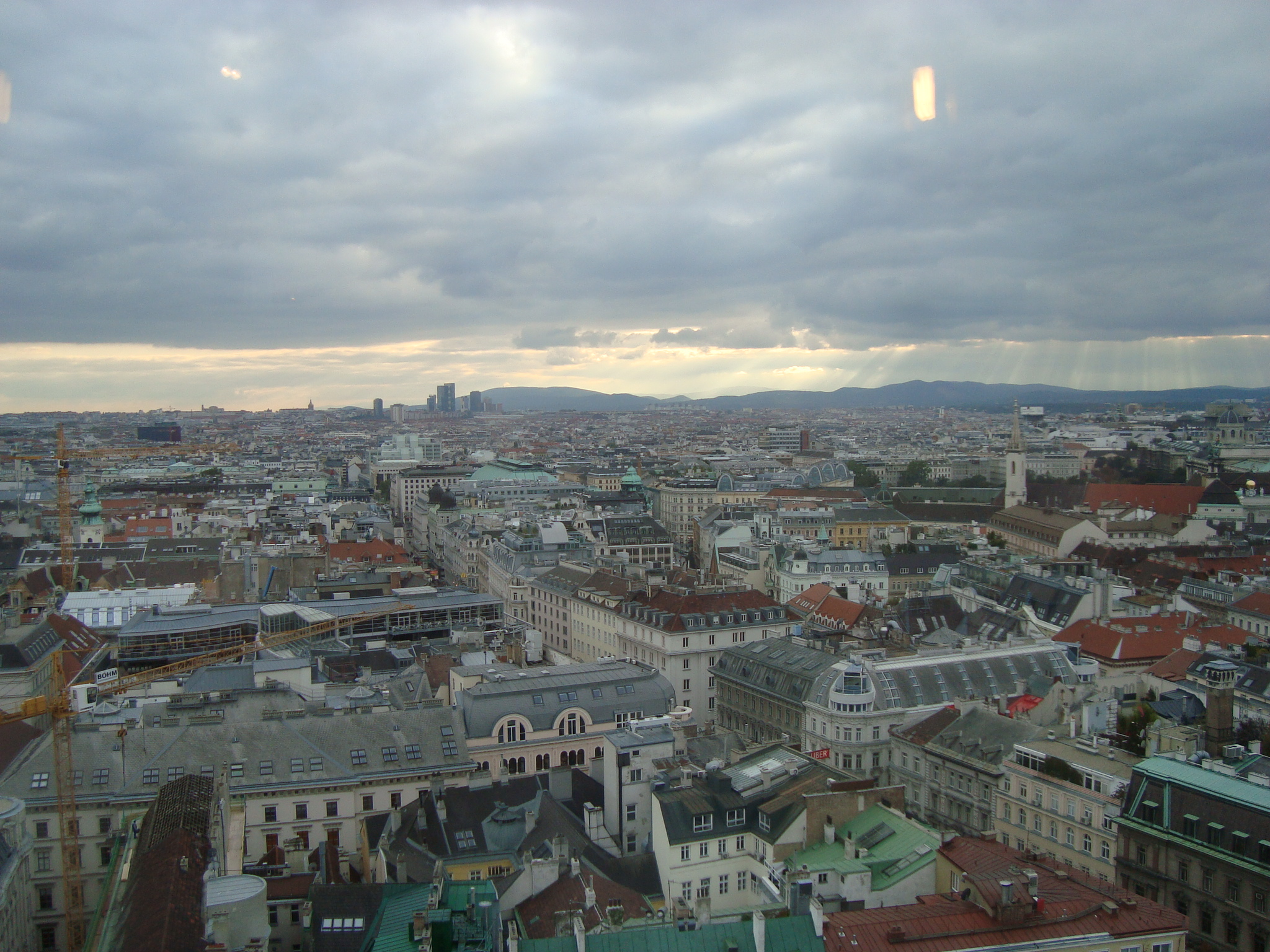
Blick vom Stephansdom Richtung Kärntner Straße

Das International Council on Monuments and Sites hob in seiner Empfehlung, das historische Zentrum von Wien in die Welterbe-Liste aufzunehmen, vor allem drei Aspekte hervor:
- Das historische Zentrum Wiens sei in städtebaulicher und architektonischer Hinsicht ein herausragendes Zeugnis für den kontinuierlichen Austausch von Werten im zweiten Jahrtausend.
- Das Mittelalter, das Barock und die Gründerzeit als Schlüsselepochen der kulturellen und politischen Entwicklung Europas fänden sich in außergewöhnlicher Weise in der Architektur wieder.
- Wien gelte seit dem 16. Jahrhundert als die europäische Hauptstadt der Musik.[3]

## Geschichte als Welterbestätte
Das historische Zentrum von Wien war die chronologisch siebente von neun Welterbestätten in Österreich. Sie wurde am 13. Dezember 2001 zugleich mit der Kulturlandschaft Fertő/Neusiedler See in die Welterbe-Liste aufgenommen. 
Das Welterbe-Komitee kritisierte wiederholt die geplante Errichtung eines Hochhauses am Bahnhof Wien Mitte, das die visuelle Integrität der historischen Stadt zu beeinträchtigen drohte und schließlich nicht gebaut wurde. 2008 erreichte das Welterbe-Komitee die Verringerung der Bauhöhe eines geplanten Gebäudes am Wiener Hauptbahnhof, da dieses vom Schlosspark des Belvederes aus zu sehen gewesen wäre. Am 6. Juli 2017 setzte das Komitee das historische Zentrum auf die Liste des gefährdeten Welterbes. Ausschlaggebend war ein vom Gemeinderat im Monat zuvor beschlossenes Hochhausprojekt auf dem Heumarkt.
Auch nach Vorlage Österreichs jährlichen Berichts zum Stand der Umsetzung der Vorgaben des Welterbe-Komitees (Desired State of Conservation Report) entschied die UNESCO der Empfehlung dem Internationalen Rat für Denkmalpflege ICOMOS folgend 2019, dass die Welterbestätte auf der Liste bleibt. Der Status als Welterbe wurde damit noch nicht aberkannt, sondern Österreich wurde stattdessen ein zweijähriges Moratorium gewährt, um Maßnahmen zu Schutz des Welterbes zu entwickeln.